# Emmanuel Jonnier
Emmanuel Jonnier, né le 31 mai 1975 à Dijon (Côte-d'Or), est un skieur de fond français. Il participe aux Jeux olympiques d'hiver de 2006 de Turin (où il obtient deux quatrième places en relais et sur 50 km individuel) après avoir pris part aux Jeux olympiques d'hiver de 2002 à Salt Lake City. Souvent classé au pied du podium, « la fripouille », comme on le surnomme, connaît son jour de gloire en concluant le travail de ses équipiers (Alexandre Rousselet, Christophe Perrillat et Vincent Vittoz) par une victoire dans le relais 4 × 10 km de La Clusaz comptant pour la coupe du monde 2004/2005. En individuel, il obtient enfin un podium avec une seconde place en janvier 2007 sur le 30 km mass-start en style libre à Rybinsk, il fera aussi deux fois troisième.

## Palmarès

### Jeux olympiques
| Épreuve / Édition | Salt Lake City 2002 | Turin 2006 | Vancouver 2010 |
| 15 km             |                     |            | 20e            |
| Poursuite         | 60e                 | Abandon    |                |
| 30 km             | 10e                 |            |                |
| 50 km             |                     | 4e         |                |
| 4 × 10 km         | 8e                  | 4e         | 4e             |

### Championnats du monde
| Épreuve / Édition | Lahti 2001 | Val di Fiemme 2003 | Oberstdorf 2005 | Sapporo 2007 | Liberec 2009 |
| Sprint            | 27e        |                    |                 |              |              |
| 15 km             |            |                    | 20e             | 17e          |              |
| Poursuite         |            | 29e                |                 | Abandon      | 51e          |
| 50 km             | 25e        | 26e                |                 |              | 13e          |
| Team Sprint       |            |                    | 5e              |              |              |
| 4 × 10 km         |            | 11e                | 6e              | 5e           | 9e           |

### Coupe du monde
- Meilleur classement général : 21e en 2006 et 2007.
- Meilleur résultat individuel : 2e à Rybinsk en 2007 (30 km libre).
- 3 podiums individuels et 6 par équipes dont 1 victoire.